# 地主悌助
地主 悌助（じぬし ていすけ、1889年（明治22年）7月12日 - 1975年（昭和50年）11月26日）は、日本の洋画家。

## 人物
1889年、地主正次の次男として山形県鶴岡最上町（現：鶴岡市）に生まれる。
1905年に山形県立荘内中学校（現：山形県立鶴岡南高等学校）に進むも中退。検定試験に合格し小学校教諭となる。
1913年、画家坂本繁二郎の作品を見て、感銘を受け、弟子となる。
その後、図画教諭の検定試験に合格。秋田県師範学校、山口県女子師範学校、鶴岡中学校（現：鶴岡南高等学校）で教鞭を執った。また1950年には鶴岡の美術団体「白甕社」会長に就任。庄内の芸術文化の発展にも尽力した。
1954年に健康を害したことから、転地療養も兼ね、友人である真田祐太郎が居住する神奈川県中郡二宮町に移る。
1956年に東京日本橋の画廊で初めて個展を開いた際、小林秀雄に認められたことが、画家として名を成すきっかけとなる。以後、都内の画廊で毎年個展を開くようになる。
1975年11月26日 死去。享年86。墓所は鶴岡市の保春寺。

## 受賞歴
- 1971年（昭和46年） - 第3回『日本芸術大賞』 新潮文芸振興会[2]

## 主な作品
| - 『瓦』 - 『石』 - 『桃』 - 『紙』 - 『大根』 | - 『白菜』 - 『雑誌』 - 『風景』 - 『桃と李』 - 『ブロック』 |